# Allan (Canadà)
Allan és un poble (town) al centre de la província de Saskatchewan, Canadà, a uns 60 km al sud-est de la ciutat de Saskatoon. Allan va ser incorporat com a poble el 9 de juny de 1910, encara que els primers colons començaren a arribar el 1903. Va ser incorporat com a ciutat el 1965.

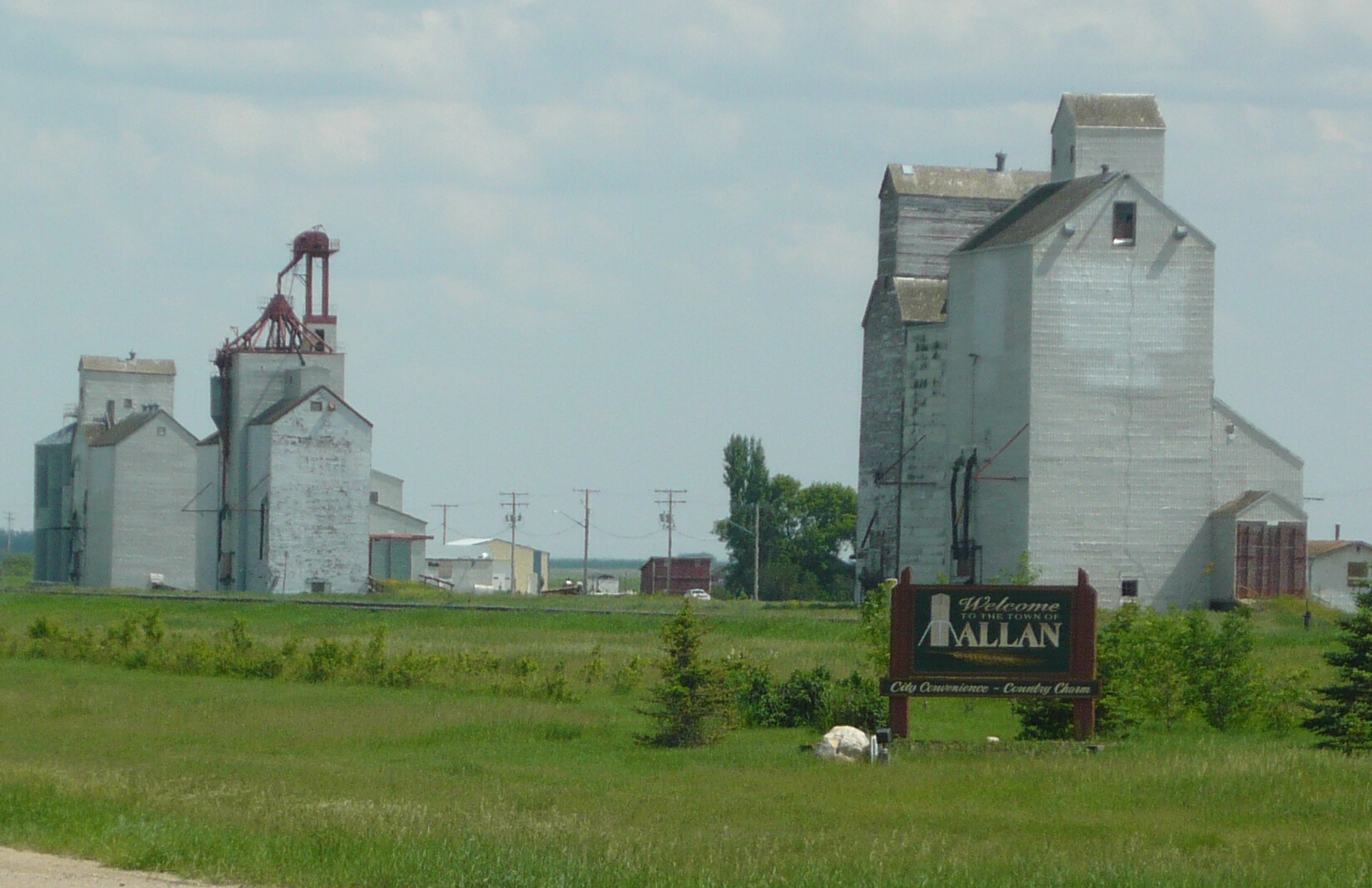
Elevadors de cereals

La ciutat d'Allan va rebatejar la pista de hoquei gel en l'Allan & District Communiplex a Logan Schatz Memorial Rink el 2019. Això va ser fet en remembrança de Logan Schatz, el capità dels Humboldt Broncos, que era d'Allan, i que morí en el xoc de l'autobús en que viatjava l'equip l'any 2018. Schatz és recordat com un líder natural i un bon patinador bo.